# Columbia Symphony Orchestra
La Columbia Symphony Orchestra va ser una orquestra formada per "Columbia Records" estrictament amb el propòsit de fer enregistraments. A la dècada de 1950, va proporcionar un vehicle perquè alguns dels directors i artistes de gravació més coneguts de Columbia poguessin gravar utilitzant només els recursos de l'empresa. Els músics de l'orquestra estaven contractats segons calia per a sessions individuals i estaven formats per artistes autònoms i sovint membres de la Filharmònica de Nova York o de la Filharmònica de Los Angeles, depenent de si l'enregistrament es feia als estudis de la costa est o de la costa oest de Columbia. .

## Història primerenca
Alguns dels primers enregistraments amb la Columbia Symphony Orchestra es van fer a Nova York el febrer de 1913. Felix Weingartner va fer cinc costats acústics a Nova York amb la soprano Lucille Marcel (la tercera dels seus cinc matrimonis) Només una presa. Posteriorment es va publicar l'"Ave Maria" de lOtello de Verdi a Columbia US A-5482, número de matriu 36622. Les altres preses no emeses incloïen dues cançons pròpies de Weingartner, "Vergangenheit" i "Welke Rose", "Die Lotosblume" de Schumann, op. 25, núm. 7 i "Frisches Grun" d'Olga von Radecki.
Frank Bridge va fer una única versió (no publicada) i Shepherd Boy, op. 54 de Grieg amb l'orquestra de Columbia UK a la matriu AX 268, a Londres el 14 de desembre de 1923.
El compositor i director d'orquestra Robert Hood Bowers va fer al voltant de 15 enregistraments a doble cara a 78 rpm amb l'orquestra el setembre de 1927.
Durant una sessió d'enregistrament el març de 1932 amb Weingartner i l'"British Symphony Orchestra" al "Westminster Central Hall" de Londres, es va fer una única presa inèdita del vals del ballet Naila de Leo Delibes, encara que del director no se sap nom.
Howard D. Barlow (1 de maig de 1892 - 31 de gener de 1972) va fer un enregistrament de la suite Through the Looking Glass de Deems Taylor amb la Columbia Symphony Orchestra a Nova York el novembre de 1938. Publicat al conjunt M de Columbia Masterworks. -350.

## Directors
- Alfredo Antonini, des de 1941 fins a 1971. El 1972 va ser citat amb un premi Emmy per dirigir l'orquestra a l'estrena televisiva de l'òpera And David Wept d'Ezra Laderman.[13][14]
- Howard Barlow, a la part posterior de la dècada de 1930, Howard Barlow va unir forces amb l'orquestra que era coneguda aleshores com la CBS Symphony Orchestra dins del Columbia Broadcasting System.[15][16]
- Thomas Beecham, El 1949, Sir Thomas Beecham va fer una sèrie d'enregistraments. Més tard reeditat per Sony en CD, els enregistraments inclouen Dance of the Hours de l'òpera La Gioconda d'Amilcare Ponchielli, l'obertura de Die lustigen Weiber von Windsor d'Otto Nicolai, Carmen Suite de Georges Bizet i Capriccio Italien de Txaikovski.[17]
- Leonard Bernstein, va dirigir l'orquestra, i també va tocar els solos de piano, en el Concert per a piano en sol de Maurice Ravel i la Rhapsody in Blue de George Gershwin. A més, Bernstein també va unir forces amb l'orquestra en col·laboració amb Glenn Gould en diverses interpretacions d'obres de Beethoven i Johann Sebastian Bach.[18]
- Fausto Cleva, durant el seu mandat al Metropolitan Opera el 1959, Fausto Cleva va dirigir l'Orquestra Simfònica de Columbia i el famós tenor Richard Tucker en una gravació de diverses àries populars de Giacomo Puccini.[19]
- Aaron Copland, a principis de la dècada de 1960, el compositor Aaron Copland va unir forces amb el clarinetista swing Benny Goodman i el concert baix-baríton William Warfield per gravar el seu Concert per a clarinet juntament amb el seu arranjament de "Old American Songs".[20]
- Robert Craft, a partir de 1955 va realitzar nombrosos enregistraments amb la CSO, en projectes de CBS.
- Vladimir Golschmann, també va col·laborar amb la Columbia Symphony Orchestra en diversos enregistraments històrics amb el jove pianista Glenn Gould.[21]
- Alexander Schneider, va fer parella amb Rudolf Serkin i la Columbia Symphony Orchestra durant la dècada de 1950 en un enregistrament de Wolfgang Amadeus Mozart: el Concert per a piano núm. 21 en do major, K. 467 i el Concert per a piano núm. 27 en si bemoll major, K. 595.[22]
- Igor Stravinsky va fer molts enregistraments de les seves pròpies composicions amb una encarnació d'aquesta orquestra, principalment músics de la Los Angeles Festival Orchestra fundada per Franz Waxman.[23]
- George Szell, a la dècada de 1960, George Szell també va unir forces amb l'Orquestra Simfònica de Columbia i Robert Casadesus per a l'enregistrament de diversos concerts per a piano de Wolfgang Amadeus Mozart.[24]
- Bruno Walter, potser els enregistraments més importants que va fer l'orquestra van ser amb el director Bruno Walter, que va gravar interpretacions molt apreciades de les simfonies de Beethoven, Brahms, Bruckner, Mahler i Mozart Amb aquesta orquestra, Walter va fer la seva única gravació estèreo de la Simfonia núm. 9 de Mahler, que havia dirigit en la seva estrena mundial.[17]

## Altres enregistraments
El terme Columbia Symphony Orchestra també es va utilitzar quan, per motius contractuals, una altra orquestra no podia aparèixer sota el seu propi nom. Molts músics de la Filharmònica de Los Angeles també van tocar amb el nom de Columbia Symphony, i alguns informes esmenten que tota la Filharmònica va tocar sovint com a Columbia Symphony quan es va gravar a la costa oest.

## CBS Symphony Orchestra
També hi havia la Columbia Broadcasting Symphony Orchestra, de vegades anomenada CBS Symphony Orchestra. Aquest grup es va formar per actuar a les emissions de CBS Radio i també va fer enregistraments de 78 rpm per a Columbia Records durant la dècada de 1940. Va ser dirigit amb freqüència per Howard Barlow, que més tard es va convertir en el director musical dels programes de ràdio i televisió "The Voice of Firestone". Un dels llançaments de Columbia Records de la CBS Symphony amb Barlow dirigint va ser "Indian Suites" d'Edward MacDowell, gravat el 15 de maig de 1939; aquesta gravació es pot escoltar a YouTube. El compositor Bernard Herrmann va dirigir l'orquestra per a algunes emissions, especialment els programes The Mercury Theatre on the Air i The Campbell Playhouse presentats per Orson Welles.

## Columbia Concert Orchestra
A més, la Columbia Concert Orchestra de CBS va gravar música clàssica i popular per a Columbia Masterworks durant els anys 1920-1950. Els concerts en directe de l'orquestra també es van emetre als Estats Units i a Amèrica del Sud a través de la ràdio d'ona curta a través de l'Estació de ràdio internacional WCBX a la ciutat de Nova York i l'estació de ràdio internacional WCAB a Filadèlfia entre 1939 i 1940 durant la Segona Guerra Mundial. Entre els col·laboradors destacats hi havia lluminàries de l'òpera com: Eileen Farrell, Lily Pons, Paul Robeson i Richard Tucker sota la direcció de diversos directors, entre ells: Alfredo Antonini, Emanuel Balaban, Howard Barlow, Bernard Herrmann, Andre Kostelanetz, Charles Lichter i Alexander Semmler.